# بيدرو يوجينيو
بيدرو يوجينيو (بالإسبانية: Pedro Eugénio)‏ (26 يونيو 1990 بفارو في البرتغال - ) هو لاعب كرة قدم برتغالي في مركز الجناح لعب سابقاً في نادي العدالة السعودي.

## روابط خارجية
- بيدرو يوجينيو على موقع اتحاد تركيا (لاعب) (الإنجليزية)
- بيدرو يوجينيو على موقع قاعدة بيانات كرة القدم.إي يو (الإنجليزية)
- بيدرو يوجينيو على موقع Soccerway.com (الإنجليزية)
- بيدرو يوجينيو على موقع عالم كرة القدم.نت (الإنجليزية)